# Senyoriu de Villena

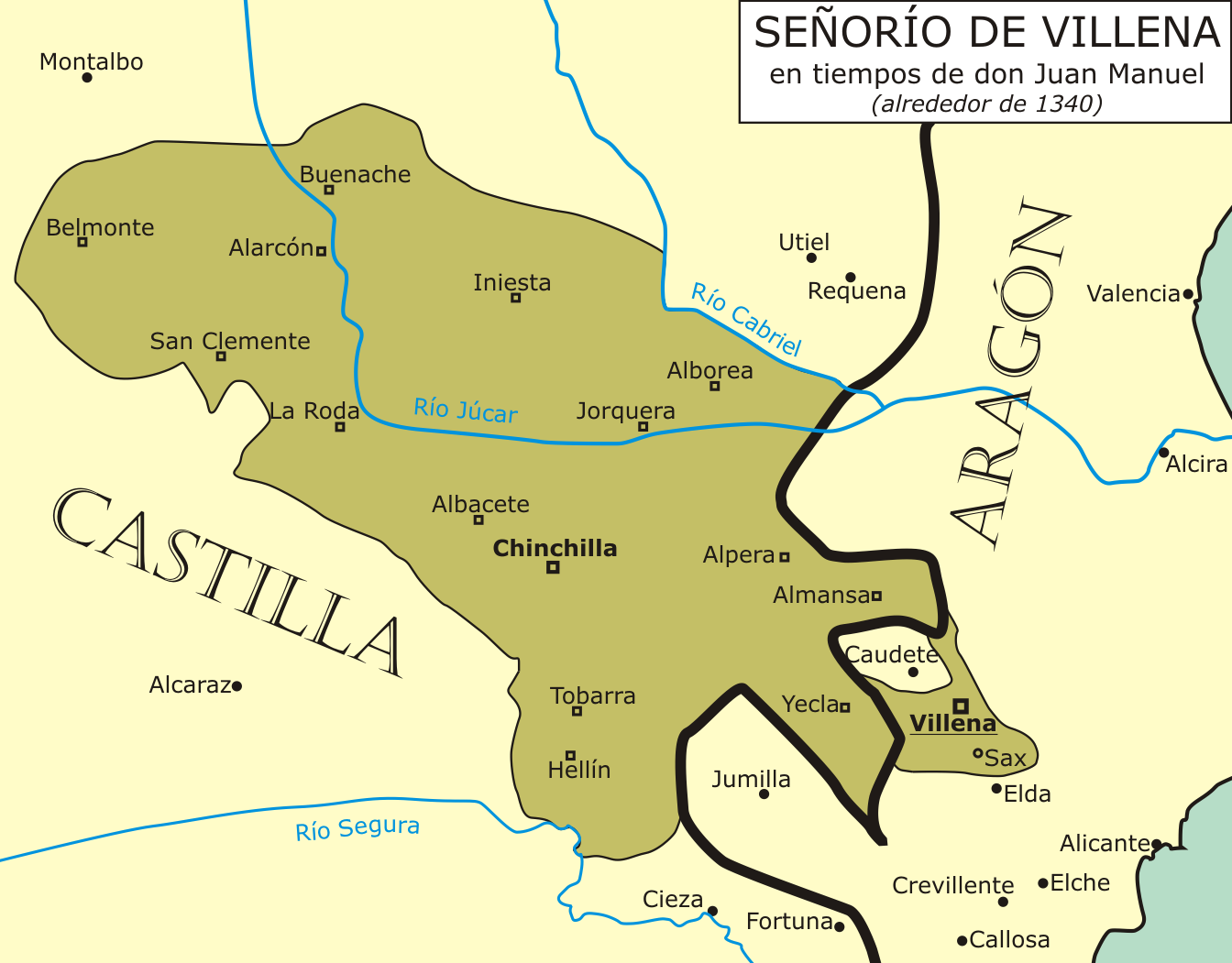
Extensió del Senyoriu de Villena en temps de Joan Manuel, al voltant del 1340.

El senyoriu de Villena va ser un estat feudal situat al sud d'Espanya, entre les corones de Castella i Aragó. Limitava pel nord amb el raval de la ciutat de Conca i pel sud amb el terme de la ciutat de Múrcia. Este territori es va estructurar fonamentalment en dos centres polítics: la Terra d'Alarcón, al nord, i la Terra de Chinchilla, al sud. I, al voltant d'ells, s'agruparen altres viles amb temes més reduïts, entre elles Iniesta, la Terra de Jorquera, Hellín, Tobarra, Almansa, Iecla, Saix i Villena que, malgrat donar nom al senyoriu, va ocupar una situació perifèrica respecte a tot el conjunt, malgrat que en els seus inicis comptava amb les ciutats del Vinalopó (Saix, Elda, Novelda, Elx) com a part de l'apanatge original de l'infant Manuel de Castella. El senyoriu va experimentar al llarg del temps canvis conjunturals externs, a causa de l'annexió temporal d'alguna població pròxima, com ara Villarrobledo, Lezuza, Munera, Jumella o Utiel al segle xv, o també les pèrdudes d'algunes viles.
Este conjunt senyorial té un doble origen històric, d'una banda les poblacions de la Terra de Jorquera, Hellín, Ves, Tobarra, Almansa, Iecla, Saix i Villena havien pertangut a l'infant Joan Manuel el segle xiii, unides a les viles alacantines de les comarques del Vinalopó. Per això es començà a denominar Terra d'en Manuel. D'altra banda, el sector nord, la Terra d'Alarcón i Iniesta, van pertànyer al reialenc durant els segles xii i xiii, sent incorporats al senyoriu de Villena per Joan Manuel de Castella, que tenia una molt ampla jurisdicció en la seua terra i la va fer devindre un Ducat i, finalment, un Principat.